# 2023/2024 ISUグランプリシリーズ
2023–24 ISUグランプリシリーズは、2023年にアメリカ、カナダ、フランス、中国、フィンランド、日本で開催される一連のフィギュアスケート競技大会の総称。

## 概要
2023-2024シーズンのISUグランプリシリーズ。アメリカ、カナダ、フランス、中国、フィンランド、日本各国開催の6大会、及び決勝大会であるISUグランプリファイナルで構成される。国際スケート連盟が企画し、各国のフィギュアスケート競技統括団体が運営に当たる。前シーズンの国際競技会成績などにより選抜された選手が出場し、男女シングル、ペア、アイスダンス競技が行われる。
新型コロナウイルスの影響で開催中止となっていた中国杯は、2020-2021年シーズン以来の開催となった。
昨シーズンに引き続きロステレコム杯は、ロシアのウクライナへの軍事侵攻に伴う措置により除外となり、ロシアフィギュアスケート連盟・ベラルーシスケート連盟に所属する選手の大会参加除外処分は継続となった。

## 大会日程
| 大会名                                    | 開催都市                                                             | 日程                |
| ----------------------------------------- | -------------------------------------------------------------------- | ------------------- |
| 2023年スケートアメリカ                    | アレン（アレン・イベントセンター）                                   | 2023年10月20日-22日 |
| 2023年スケートカナダ                      | バンクーバー（ダグ・ミッチェル・サンダーバード・スポーツ・センター） | 2023年10月27日-29日 |
| 2023年フランスグランプリ                  | アンジェ（アンジェアイスパルク）                                     | 2023年11月3日-5日   |
| 2023年中国杯                              | 重慶（華西文化体育センター）                                         | 2023年11月10日-12日 |
| 2023年エスポーグランプリ                  | エスポー（エスポーメトロアリーナ）                                   | 2023年11月17日-19日 |
| 2023年NHK杯国際フィギュアスケート競技大会 | 大阪（東和薬品RACTABドーム）                                         | 2023年11月24日-26日 |
| 2023/2024 ISUグランプリファイナル         | 北京（首都体育館）                                                   | 2023年12月7日-10日  |

グランプリファイナルは、ISUジュニアグランプリファイナルと同時開催される。

## 出場資格

### シリーズ出場資格
スケートアメリカ、スケートカナダ、フランスグランプリ、中国杯、NHK杯国際フィギュアスケート競技大会、エスポーグランプリの6大会については、前年度の世界選手権の上位者、ISU世界ランキングやシーズンベストスコアの上位選手などが出場資格を獲得する。
出場のためのミニマムスコアが設定されており、2023年世界選手権の優勝者の3/5のスコア、もしくは設定された最低技術点のどちらかをクリアしている必要がある。また、2023年7月1日以前に16歳に達している必要がある。
| カテゴリー   | スコア |
| 女子         | 134.77 |
| 男子         | 180.68 |
| ペア         | 133.30 |
| アイスダンス | 135.60 |
| ------------ | ------ |

### ファイナル出場資格
スケートアメリカからNHK杯までの6試合の順位に応じて選手に得点が与えられ、合計得点上位6選手（組）が決勝大会であるISUグランプリファイナルの出場資格を得る。複数の選手（組）が同点で並んだ場合は最高順位の高い選手（組）が、さらに最高順位も同じだった場合はスコア合計の高い選手（組）が出場資格を得る。上位6選手（組）の中に辞退者が出た場合は獲得ポイント7位以下の選手（組）が繰り上がる。
各大会の順位に応じて与えられる得点は以下のとおり。
| 順位 | 男女シングル | ペア アイスダンス |
| ---- | ------------ | ----------------- |
| 1位  | 15点         | 15点              |
| 2位  | 13点         | 13点              |
| 3位  | 11点         | 11点              |
| 4位  | 9点          | 9点               |
| 5位  | 7点          | 7点               |
| 6位  | 5点          | 5点               |
| 7位  | 4点          | -                 |
| 8位  | 3点          | -                 |

## エントリー

### 男子シングル
| 選手                           | エントリー         | エントリー         |
| 2大会にエントリー              | 2大会にエントリー  | 2大会にエントリー  |
| ------------------------------ | ------------------ | ------------------ |
| ウェズリー・チウ               | スケートカナダ     | NHK杯              |
| 金博洋                         | フランスグランプリ | 中国杯             |
| ミハイル・セレフコ             | スケートカナダ     | NHK杯              |
| ケヴィン・エイモズ             | スケートアメリカ   | エスポーグランプリ |
| アダム・シャオ・イム・ファ     | フランスグランプリ | 中国杯             |
| リュック・エコノミド           | フランスグランプリ | NHK杯              |
| ニカ・エガーゼ                 | スケートアメリカ   | NHK杯              |
| ガブリエレ・フランジパーニ     | 中国杯             | NHK杯              |
| ニコライ・メモラ               | フランスグランプリ | エスポーグランプリ |
| マッテオ・リッツォ             | スケートカナダ     | エスポーグランプリ |
| 鍵山優真                       | フランスグランプリ | NHK杯              |
| 三浦佳生                       | スケートカナダ     | エスポーグランプリ |
| 佐藤駿                         | スケートアメリカ   | エスポーグランプリ |
| 島田高志郎                     | フランスグランプリ | エスポーグランプリ |
| 友野一希                       | スケートカナダ     | 中国杯             |
| 壷井達也                       | スケートアメリカ   | NHK杯              |
| 宇野昌磨                       | 中国杯             | NHK杯              |
| 山本草太                       | スケートカナダ     | 中国杯             |
| ミハイル・シャイドロフ         | スケートカナダ     | 中国杯             |
| デニス・ヴァシリエフス         | スケートアメリカ   | NHK杯              |
| ルーカス・ブリッチギー         | フランスグランプリ | NHK杯              |
| ジミー・マ                     | 中国杯             | エスポーグランプリ |
| イリア・マリニン               | スケートアメリカ   | フランスグランプリ |
| カムデン・プルキネン           | フランスグランプリ | NHK杯              |
| リアム・カペイキス             | スケートカナダ     | エスポーグランプリ |
| 1大会にエントリー              |                    |                    |
| ウラジーミル・リトヴィンツェフ | スケートアメリカ   | スケートアメリカ   |
| スティーブン・ゴゴレフ         | スケートアメリカ   | スケートアメリカ   |
| コンラッド・オーゼル           | スケートカナダ     | スケートカナダ     |
| Aleksa RAKIC                   | スケートカナダ     | スケートカナダ     |
| 戴大衛                         | 中国杯             | 中国杯             |
| 張鶴                           | 中国杯             | 中国杯             |
| アルレット・レヴァンディ       | エスポーグランプリ | エスポーグランプリ |
| アレキサンドル・セレフコ       | NHK杯              | NHK杯              |
| マカール・スンツェフ           | エスポーグランプリ | エスポーグランプリ |
| ランドリー・ル・メイ           | フランスグランプリ | フランスグランプリ |
| ニキータ・スタロスティン       | エスポーグランプリ | エスポーグランプリ |
| マーク・ゴロニツキー           | スケートカナダ     | スケートカナダ     |
| ダニエル・グラスル             | フランスグランプリ | フランスグランプリ |
| 片伊勢武アミン                 | フランスグランプリ | フランスグランプリ |
| 吉岡希                         | スケートアメリカ   | スケートアメリカ   |
| チャ・ジュンファン             | スケートカナダ     | スケートカナダ     |
| イ・シヒョン                   | 中国杯             | 中国杯             |
| アンドレアス・ノルデバック     | スケートアメリカ   | スケートアメリカ   |
| イヴァン・シュムラトコ         | エスポーグランプリ | エスポーグランプリ |
| ルーカス・ブルサード           | 中国杯             | 中国杯             |
| マキシム・ナウモフ             | スケートアメリカ   | スケートアメリカ   |
| アンドリュー・トルガシェフ     | スケートアメリカ   | スケートアメリカ   |
| 欠場/棄権                      |                    |                    |
| ローマン・サドフスキー         | スケートカナダ     | スケートカナダ     |

### 女子シングル
| 選手                         | エントリー         | エントリー         |
| 2大会にエントリー            | 2大会にエントリー  | 2大会にエントリー  |
| ---------------------------- | ------------------ | ------------------ |
| ルナ・ヘンドリックス         | スケートアメリカ   | 中国杯             |
| ニーナ・ピンザローネ         | フランスグランプリ | NHK杯              |
| マデリン・シザース           | スケートカナダ     | 中国杯             |
| 安香怡                       | スケートアメリカ   | 中国杯             |
| ニーナ・ペトロキナ           | スケートアメリカ   | 中国杯             |
| ヤナ・ユルキネン             | フランスグランプリ | エスポーグランプリ |
| ロリーヌ・シルド             | フランスグランプリ | エスポーグランプリ |
| アナスタシヤ・グバノワ       | フランスグランプリ | NHK杯              |
| 千葉百音                     | スケートアメリカ   | フランスグランプリ |
| 樋口新葉                     | フランスグランプリ | NHK杯              |
| 河辺愛菜                     | スケートアメリカ   | エスポーグランプリ |
| 坂本花織                     | スケートカナダ     | エスポーグランプリ |
| 住吉りをん                   | フランスグランプリ | エスポーグランプリ |
| 渡辺倫果                     | スケートカナダ     | 中国杯             |
| 吉田陽菜                     | スケートアメリカ   | 中国杯             |
| キム・チェヨン               | スケートカナダ     | エスポーグランプリ |
| キム・イェリム               | 中国杯             | NHK杯              |
| イ・ヘイン                   | フランスグランプリ | NHK杯              |
| ウィ・ソヨン                 | スケートアメリカ   | NHK杯              |
| ユ・ヨン                     | スケートアメリカ   | エスポーグランプリ |
| スター・アンドリュース       | スケートカナダ     | エスポーグランプリ |
| アンバー・グレン             | スケートアメリカ   | エスポーグランプリ |
| イザボー・レヴィト           | スケートアメリカ   | フランスグランプリ |
| オードリー・シン             | スケートカナダ     | 中国杯             |
| リンゼイ・ソーングレン       | スケートカナダ     | NHK杯              |
| エカテリーナ・クラコワ       | スケートアメリカ   | 中国杯             |
| リー・セルナ                 | フランスグランプリ | NHK杯              |
| ララ・ナキ・グットマン       | スケートカナダ     | エスポーグランプリ |
| 1大会にエントリー            |                    |                    |
| サラ・モード・デュピュイ     | スケートカナダ     | スケートカナダ     |
| カイヤ・ルイター             | スケートカナダ     | スケートカナダ     |
| 陳虹伊                       | 中国杯             | 中国杯             |
| 朱易                         | 中国杯             | 中国杯             |
| ウーナ・オナスブリ           | エスポーグランプリ | エスポーグランプリ |
| ネラ・ペルコネン             | エスポーグランプリ | エスポーグランプリ |
| マエ＝ベレニス・メイテ       | スケートカナダ     | スケートカナダ     |
| マイア・マザッラ             | フランスグランプリ | フランスグランプリ |
| 三原舞依                     | NHK杯              | NHK杯              |
| 松生理乃                     | スケートカナダ     | スケートカナダ     |
| 青木祐奈                     | NHK杯              | NHK杯              |
| リンゼイ・ファン・ズンデルト | NHK杯              | NHK杯              |
| キミー・レポンド             | フランスグランプリ | フランスグランプリ |
| クレア・セオ                 | スケートアメリカ   | スケートアメリカ   |
| エヴァ・マリー・ジーグラー   | NHK杯              | NHK杯              |
| 欠場/棄権                    |                    |                    |
| ニコル・ショット             | スケートカナダ     | NHK杯              |
| ブレイディ・テネル           | 中国杯             | NHK杯              |
| 紀平梨花                     | スケートカナダ     | スケートカナダ     |

### ペア
| 選手                                                          | エントリー         | エントリー         |
| 2大会にエントリー                                             | 2大会にエントリー  | 2大会にエントリー  |
| ------------------------------------------------------------- | ------------------ | ------------------ |
| ケリー・アン・ローリン and ルーカス・エティエ                 | スケートカナダ     | NHK杯              |
| ブルック・マッキントッシュ and ベンジャミン・ミマール         | スケートカナダ     | エスポーグランプリ |
| リア・ペレイラ and トレント・ミショー                         | スケートアメリカ   | フランスグランプリ |
| ディアナ・ステラート・デュデク and マキシム・デシャン         | スケートカナダ     | 中国杯             |
| 彭程 and 王磊                                                 | エスポーグランプリ | 中国杯             |
| カミーユ・コヴァレフ and パヴェル・コヴァレフ                 | フランスグランプリ | エスポーグランプリ |
| アニカ・ホッケ and ロベルト・クンケル                         | スケートアメリカ   | 中国杯             |
| ミネルヴァ・ファビアン・ハーゼ and ニキータ・ボロディン       | エスポーグランプリ | NHK杯              |
| マリア・パブロワ and アレクセイ・スヴィアチェンコ             | スケートカナダ     | エスポーグランプリ |
| サラ・コンティ and ニッコロ・マチー                           | フランスグランプリ | エスポーグランプリ |
| レベッカ・ギラルディ and フィリッポ・アンブロジーニ           | 中国杯             | NHK杯              |
| アンナ・バレシ and マヌエル・ピアッザ                         | フランスグランプリ | 中国杯             |
| ルクレツィア・ベッカーリ and マッテオ・グアリーゼ             | スケートカナダ     | NHK杯              |
| ダリア・ダニロワ and ミシェル・シーバ                         | スケートカナダ     | NHK杯              |
| エリー・カム and ダニエル・オシェイ                           | フランスグランプリ | エスポーグランプリ |
| ヴァレンティーナ・プラザ and マキシミリアーノ・フェルナンデス | スケートアメリカ   | フランスグランプリ |
| チェルシー・リュウ and バラーズ・ナジ                         | スケートアメリカ   | NHK杯              |
| 1大会にエントリー                                             |                    |                    |
| アナスタシア・ゴルベーバ and ヘクトル・ジオトプロス・ムーア   | スケートカナダ     | スケートカナダ     |
| Wang Yuchen and Zhu Lei                                       | 中国杯             | 中国杯             |
| 張思陽 and 楊泳超                                             | 中国杯             | 中国杯             |
| ミラニア・ヴァーナネン and フィリッポ・クレリチ               | エスポーグランプリ | エスポーグランプリ |
| オクサナ・ブイヤモス and フラビアン・ジニオー                 | フランスグランプリ | フランスグランプリ |
| Oceane PIEGAD and Denys STREKALIN                             | フランスグランプリ | フランスグランプリ |
| レティシア・ロッシャー and ルイス・シュスター                 | スケートカナダ     | スケートカナダ     |
| イルマ・カルダーラ and リッカルド・マーリオ                   | スケートアメリカ   | スケートアメリカ   |
| 長岡柚奈 and 森口澄士                                         | NHK杯              | NHK杯              |
| ニカ・オシポワ and ドミトリー・エプスタイン                   | スケートアメリカ   | スケートアメリカ   |
| マリア・モホワ and イワン・モホフ                             | 中国杯             | 中国杯             |
| 欠場/棄権                                                     |                    |                    |
| アナスタシア・スミルノワ and ダニーロ・シアニツィア           | 中国杯             | NHK杯              |
| 三浦璃来 and 木原龍一                                         | スケートアメリカ   | NHK杯              |
| エミリー・チェン and スペンサー・アキラ・ハウ                 | 中国杯             | NHK杯              |

### アイスダンス
| 選手                                                                      | エントリー         | エントリー         |
| 2大会にエントリー                                                         | 2大会にエントリー  | 2大会にエントリー  |
| ------------------------------------------------------------------------- | ------------------ | ------------------ |
| ロランス・フルニエ・ボードリー and ニゴライ・サアアンスン                 | フランスグランプリ | エスポーグランプリ |
| パイパー・ギレス and ポール・ポワリエ                                     | スケートカナダ     | 中国杯             |
| マージョリー・ラジョワ and ザカリー・ラガ                                 | スケートアメリカ   | 中国杯             |
| マリー＝ジャード・ローリオ and ロマン・ルギャック                         | フランスグランプリ | NHK杯              |
| 王詩玥 and 柳鑫宇                                                         | スケートカナダ     | 中国杯             |
| カテリーナ・ムラズコワ and ダニエル・ムラゼク                             | スケートアメリカ   | エスポーグランプリ |
| ナタリー・タシュレロヴァ and フィリップ・タシュラー                       | スケートアメリカ   | 中国杯             |
| オリヴィア・スマート and ティム・ディーク                                 | スケートアメリカ   | フランスグランプリ |
| ユーリア・トゥルッキラ and マティアス・ヴェルスルイス                     | エスポーグランプリ | NHK杯              |
| ロイシア・ドゥムジョ and テオ・ル・メルシエ                               | 中国杯             | NHK杯              |
| エフゲニア・ロパレバ and ジェフリー・ブリソー                             | スケートアメリカ   | フランスグランプリ |
| ジェニファー・ジャンス・ヴァン・レンズバーグ and ベンジャミン・ステファン | スケートカナダ     | エスポーグランプリ |
| ライラ・フィアー and ルイス・ギブソン                                     | スケートカナダ     | NHK杯              |
| シャルレーヌ・ギニャール and マルコ・ファッブリ                           | フランスグランプリ | NHK杯              |
| アリソン・リード and サウリウス・アンブルレヴィチウス                     | スケートカナダ     | NHK杯              |
| リム・ハンナ and イェ・クアン                                             | スケートアメリカ   | フランスグランプリ |
| クリスティーナ・カレイラ and アンソニー・ポノマレンコ                     | フランスグランプリ | エスポーグランプリ |
| マディソン・チョック and エヴァン・ベイツ                                 | スケートアメリカ   | エスポーグランプリ |
| エミリー・ブラッティ and イアン・サマーヴィル                             | 中国杯             | NHK杯              |
| キャロライン・グリーン and マイケル・パーソンズ                           | スケートアメリカ   | 中国杯             |
| エヴァ・パテ and ローガン・バイ                                           | スケートカナダ     | 中国杯             |
| エミリア・ジンガス and ヴァディム・コレスニク                             | スケートカナダ     | エスポーグランプリ |
| ロレイン・マクナマラ and アントン・スピリドノフ                           | フランスグランプリ | NHK杯              |
| 1大会にエントリー                                                         |                    |                    |
| ホーリー・ハリス and ジェイソン・チャン                                   | スケートアメリカ   | スケートアメリカ   |
| ナディア・バシンスカ and ピーター・ボーモン                               | エスポーグランプリ | エスポーグランプリ |
| アリシア・ファブリ and ポール・エアー                                     | スケートカナダ     | スケートカナダ     |
| モリー・ラナガン and ドミトリー・ラザグリアエフ                           | スケートカナダ     | スケートカナダ     |
| 陳溪梓 and 邢珈寧                                                         | 中国杯             | 中国杯             |
| 折原裕香 and ユーホー・ピリネン                                           | エスポーグランプリ | エスポーグランプリ |
| マリア・カザコワ and ゲオルギー・レヴィア                                 | 中国杯             | 中国杯             |
| マリー・デュパヤージュ and トーマス・ナバイス                             | フランスグランプリ | フランスグランプリ |
| Natacha LAGOUGE and Arnaud CAFFA                                          | フランスグランプリ | フランスグランプリ |
| マリア・イグナテワ and ダニール・レオニドビッチ・セムコ                   | エスポーグランプリ | エスポーグランプリ |
| 小松原美里 and ティム・コレト                                             | NHK杯              | NHK杯              |
| ウーナ・ブラウン and ゲージ・ブラウン                                     | スケートカナダ     | スケートカナダ     |
| 欠場/棄権                                                                 |                    |                    |
| ケイトリン・ホワイエク and ジャン＝リュック・ベイカー                     | フランスグランプリ | NHK杯              |

## 賞金
各大会での成績に応じ、以下の賞金が与えられる。
| 順位 | ファイナル以外の各大会 | ファイナル   |
| ---- | ---------------------- | ------------ |
| 1位  | 18,000米ドル           | 25,000米ドル |
| 2位  | 13,000米ドル           | 18,000米ドル |
| 3位  | 9,000米ドル            | 12,000米ドル |
| 4位  | 3,000米ドル            | 6,000米ドル  |
| 5位  | 2,000米ドル            | 4,000米ドル  |
| 6位  | -                      | 3,000米ドル  |

## 競技結果

### シリーズ成績

#### 男子シングル
| 順位               | 名前                       | 大会ごとの得点 | 大会ごとの得点 | 大会ごとの得点 | 大会ごとの得点 | 大会ごとの得点 | 大会ごとの得点 | 得点 合計 | 最高 順位 | スコア 合計 |
| 順位               | 名前                       | USA            | CAN            | FRA            | CHN            | FIN            | JPN            | 得点 合計 | 最高 順位 | スコア 合計 |
| ------------------ | -------------------------- | -------------- | -------------- | -------------- | -------------- | -------------- | -------------- | --------- | --------- | ----------- |
| 1                  | アダム・シャオ・イム・ファ |                |                | 15             | 15             |                |                | 30        | 1         | 605.16      |
| 2                  | イリア・マリニン           | 15             |                | 13             |                |                |                | 28        | 1         | 615.15      |
| 3                  | 三浦佳生                   |                | 13             |                |                | 15             |                | 28        | 1         | 532.45      |
| 4                  | 鍵山優真                   |                |                | 11             |                |                | 15             | 26        | 1         | 561.53      |
| 5                  | 宇野昌磨                   |                |                |                | 13             |                | 13             | 26        | 2         | 566.53      |
| 6                  | ケヴィン・エイモズ         | 13             |                |                |                | 11             |                | 24        | 2         | 529.12      |
| ファイナル進出確定 |                            |                |                |                |                |                |                |           |           |             |
| 7                  | 佐藤駿                     | 11             |                |                |                | 13             |                | 24        | 2         | 520.84      |
| 8                  | 山本草太                   |                | 15             |                | 5              |                |                | 20        | 1         | 504.00      |
| 9                  | ルーカス・ブリッチギー     |                |                | 9              |                |                | 11             | 20        | 3         | 518.03      |
| 以上補欠           |                            |                |                |                |                |                |                |           |           |             |
| 以下省略           |                            |                |                |                |                |                |                |           |           |             |

#### 女子シングル
| 順位               | 名前                   | 大会ごとの得点 | 大会ごとの得点 | 大会ごとの得点 | 大会ごとの得点 | 大会ごとの得点 | 大会ごとの得点 | 得点 合計 | 最高 順位 | スコア 合計 |
| 順位               | 名前                   | USA            | CAN            | FRA            | CHN            | FIN            | JPN            | 得点 合計 | 最高 順位 | スコア 合計 |
| ------------------ | ---------------------- | -------------- | -------------- | -------------- | -------------- | -------------- | -------------- | --------- | --------- | ----------- |
| 1                  | 坂本花織               |                | 15             |                |                | 15             |                | 30        | 1         | 431.34      |
| 2                  | イザボー・レヴィト     | 13             |                | 15             |                |                |                | 28        | 1         | 411.37      |
| 3                  | ルナ・ヘンドリックス   | 15             |                |                | 11             |                |                | 26        | 1         | 422.77      |
| 4                  | 吉田陽菜               | 9              |                |                | 15             |                |                | 24        | 1         | 394.95      |
| 5                  | ニーナ・ピンザローネ   |                |                | 13             |                |                | 11             | 24        | 2         | 393.46      |
| 6                  | 住吉りをん             |                |                | 11             |                | 13             |                | 24        | 2         | 387.97      |
| ファイナル進出確定 |                        |                |                |                |                |                |                |           |           |             |
| 7                  | キム・チェヨン         |                | 13             |                |                | 9              |                | 22        | 2         | 382.57      |
| 8                  | リンゼイ・ソーングレン |                | 7              |                |                |                | 13             | 20        | 2         | 388.25      |
| 9                  | ニーナ・ペトロキナ     | 11             |                |                | 9              |                |                | 20        | 3         | 382.59      |
| 以上補欠           |                        |                |                |                |                |                |                |           |           |             |
| 以下省略           |                        |                |                |                |                |                |                |           |           |             |

#### ペア
| 順位               | 名前                                                    | 大会ごとの得点 | 大会ごとの得点 | 大会ごとの得点 | 大会ごとの得点 | 大会ごとの得点 | 大会ごとの得点 | 得点 合計 | 最高 順位 | スコア 合計 |
| 順位               | 名前                                                    | USA            | CAN            | FRA            | CHN            | FIN            | JPN            | 得点 合計 | 最高 順位 | スコア 合計 |
| ------------------ | ------------------------------------------------------- | -------------- | -------------- | -------------- | -------------- | -------------- | -------------- | --------- | --------- | ----------- |
| 1                  | ディアナ・ステラート・デュデク and マキシム・デシャン   |                | 15             |                | 15             |                |                | 30        | 1         | 416.12      |
| 2                  | ミネルヴァ・ファビアン・ハーゼ and ニキータ・ボロディン |                |                |                |                | 15             | 15             | 30        | 1         | 395.23      |
| 3                  | リア・ペレイラ and トレント・ミショー                   | 13             |                | 15             |                |                |                | 28        | 1         | 377.26      |
| 4                  | サラ・コンティ and ニッコロ・マチー                     |                |                | 13             |                | 13             |                | 26        | 2         | 378.06      |
| 5                  | アニカ・ホッケ and ロベルト・クンケル                   | 15             |                |                | 9              |                |                | 1         | 24        | 354.88      |
| 6                  | レベッカ・ギラルディ and フィリッポ・アンブロジーニ     |                |                |                | 13             |                | 11             | 24        | 2         | 377.47      |
| ファイナル進出確定 |                                                         |                |                |                |                |                |                |           |           |             |
| 7                  | マリア・パブロワ and アレクセイ・スヴィアチェンコ       |                | 13             |                |                | 11             |                | 24        | 2         | 373.97      |
| 8                  | ルクレツィア・ベッカーリ and マッテオ・グアリーゼ       |                | 11             |                |                |                | 13             | 24        | 2         | 371.73      |
| 9                  | 彭程 and 王磊                                           |                |                |                | 11             | 9              |                | 20        | 3         | 364.22      |
| 以上補欠           |                                                         |                |                |                |                |                |                |           |           |             |
| 以下省略           |                                                         |                |                |                |                |                |                |           |           |             |

#### アイスダンス
| 順位               | 名前                                                      | 大会ごとの得点 | 大会ごとの得点 | 大会ごとの得点 | 大会ごとの得点 | 大会ごとの得点 | 大会ごとの得点 | 得点 合計 | 最高 順位 | スコア 合計 |
| 順位               | 名前                                                      | USA            | CAN            | FRA            | CHN            | FIN            | JPN            | 得点 合計 | 最高 順位 | スコア 合計 |
| ------------------ | --------------------------------------------------------- | -------------- | -------------- | -------------- | -------------- | -------------- | -------------- | --------- | --------- | ----------- |
| 1                  | パイパー・ギレス and ポール・ポワリエ                     |                | 15             |                | 15             |                |                | 30        | 1         | 426.84      |
| 2                  | マディソン・チョック and エヴァン・ベイツ                 | 15             |                |                |                | 15             |                | 30        | 1         | 422.42      |
| 3                  | シャルレーヌ・ギニャール and マルコ・ファッブリ           |                |                | 15             |                |                | 13             | 28        | 1         | 429.10      |
| 4                  | ライラ・フィアー and ルイス・ギブソン                     |                | 13             |                |                |                | 15             | 28        | 1         | 424.74      |
| 5                  | ロランス・フルニエ・ボードリー and ニゴライ・サアアンスン |                |                | 13             |                | 13             |                | 26        | 2         | 411.47      |
| 6                  | マージョリー・ラジョワ and ザカリー・ラガ                 |                |                | 13             |                |                | 13             | 26        | 2         | 403.01      |
| ファイナル進出確定 |                                                           |                |                |                |                |                |                |           |           |             |
| 7                  | アリソン・リード and サウリウス・アンブルレヴィチウス     |                | 11             |                |                |                | 11             | 22        | 3         | 388.87      |
| 8                  | エフゲニア・ロパレバ and ジェフリー・ブリソー             | 11             |                | 11             |                |                |                | 22        | 3         | 384.29      |
| 9                  | ユーリア・トゥルッキラ and マティアス・ヴェルスルイス     |                |                |                |                | 11             | 9              | 20        | 3         | 386.81      |
| 以上補欠           |                                                           |                |                |                |                |                |                |           |           |             |
| 以下省略           |                                                           |                |                |                |                |                |                |           |           |             |

### 各大会成績

#### 男子シングル
| 大会名             | 金                         | 銀                 | 銅                     |
| ------------------ | -------------------------- | ------------------ | ---------------------- |
| スケートアメリカ   | イリア・マリニン           | ケヴィン・エイモズ | 佐藤駿                 |
| スケートカナダ     | 山本草太                   | 三浦佳生           | マッテオ・リッツォ     |
| フランスグランプリ | アダム・シャオ・イム・ファ | イリア・マリニン   | 鍵山優真               |
| 中国杯             | アダム・シャオ・イム・ファ | 宇野昌磨           | ミハイル・シャイドロフ |
| エスポーグランプリ | 三浦佳生                   | 佐藤駿             | ケヴィン・エイモズ     |
| NHK杯              | 鍵山優真                   | 宇野昌磨           | ルーカス・ブリッチギー |
| GPファイナル       | イリア・マリニン           | 宇野昌磨           | 鍵山優真               |

#### 女子シングル
| 大会名             | 金                         | 銀                     | 銅                   |
| ------------------ | -------------------------- | ---------------------- | -------------------- |
| スケートアメリカ   | ルナ・ヘンドリックス       | イザボー・レヴィト     | ニーナ・ペトロキナ   |
| スケートカナダ     | 坂本花織                   | キム・チェヨン         | 松生理乃             |
| フランスグランプリ | イザボー・レヴィト         | ニーナ・ピンザローネ   | 住吉りをん           |
| 中国杯             | 吉田陽菜                   | 渡辺倫果               | ルナ・ヘンドリックス |
| エスポーグランプリ | 坂本花織                   | 住吉りをん             | アンバー・グレン     |
| NHK杯              | エヴァ・マリー・ジーグラー | リンゼイ・ソーングレン | ニーナ・ピンザローネ |
| GPファイナル       | 坂本花織                   | ルナ・ヘンドリックス   | 吉田陽菜             |

#### ペア
| 大会名             | 金                                                      | 銀                                                  | 銅                                                  |
| ------------------ | ------------------------------------------------------- | --------------------------------------------------- | --------------------------------------------------- |
| スケートアメリカ   | アニカ・ホッケ and ロベルト・クンケル                   | リア・ペレイラ and トレント・ミショー               | チェルシー・リュウ and バラーズ・ナジ               |
| スケートカナダ     | ディアナ・ステラート・デュデク and マキシム・デシャン   | マリア・パブロワ and アレクセイ・スヴィアチェンコ   | ルクレツィア・ベッカーリ and マッテオ・グアリーゼ   |
| フランスグランプリ | リア・ペレイラ and トレント・ミショー                   | サラ・コンティ and ニッコロ・マチー                 | カミーユ・コヴァレフ and パヴェル・コヴァレフ       |
| 中国杯             | ディアナ・ステラート・デュデク and マキシム・デシャン   | レベッカ・ギラルディ and フィリッポ・アンブロジーニ | 彭程 and 王磊                                       |
| エスポーグランプリ | ミネルヴァ・ファビアン・ハーゼ and ニキータ・ボロディン | サラ・コンティ and ニッコロ・マチー                 | マリア・パブロワ and アレクセイ・スヴィアチェンコ   |
| NHK杯              | ミネルヴァ・ファビアン・ハーゼ and ニキータ・ボロディン | ルクレツィア・ベッカーリ and マッテオ・グアリーゼ   | レベッカ・ギラルディ and フィリッポ・アンブロジーニ |
| GPファイナル       | ミネルヴァ・ファビアン・ハーゼ and ニキータ・ボロディン | サラ・コンティ and ニッコロ・マチー                 | ディアナ・ステラート and マキシム・デシャン         |

#### アイスダンス
| 大会名             | 金                                              | 銀                                                        | 銅                                                    |
| ------------------ | ----------------------------------------------- | --------------------------------------------------------- | ----------------------------------------------------- |
| スケートアメリカ   | マディソン・チョック and エヴァン・ベイツ       | マージョリー・ラジョワ and ザカリー・ラガ                 | エフゲニア・ロパレバ and ジェフリー・ブリソー         |
| スケートカナダ     | パイパー・ギレス and ポール・ポワリエ           | ライラ・フィアー and ルイス・ギブソン                     | アリソン・リード and サウリウス・アンブルレヴィチウス |
| フランスグランプリ | シャルレーヌ・ギニャール and マルコ・ファッブリ | ロランス・フルニエ・ボードリー and ニゴライ・サアアンスン | エフゲニア・ロパレバ and ジェフリー・ブリソー         |
| 中国杯             | パイパー・ギレス and ポール・ポワリエ           | マージョリー・ラジョワ and ザカリー・ラガ                 | キャロライン・グリーン and マイケル・パーソンズ       |
| エスポーグランプリ | マディソン・チョック and エヴァン・ベイツ       | ロランス・フルニエ・ボードリー and ニゴライ・サアアンスン | ユーリア・トゥルッキラ and マティアス・ヴェルスルイス |
| NHK杯              | ライラ・フィアー and ルイス・ギブソン           | シャルレーヌ・ギニャール and マルコ・ファッブリ           | アリソン・リード and サウリウス・アンブルレヴィチウス |
| GPファイナル       | マディソン・チョック and エヴァン・ベイツ       | シャルレーヌ・ギニャール and マルコ・ファッブリ           | パイパー・ギレス and ポール・ポワリエ                 |

### シリーズ順位
- 男子シングル
- 女子シングル
- ペア
- アイスダンス

### エントリー
- 男子シングル
- 女子シングル
- ペア
- アイスダンス